# 미국의 동성결혼

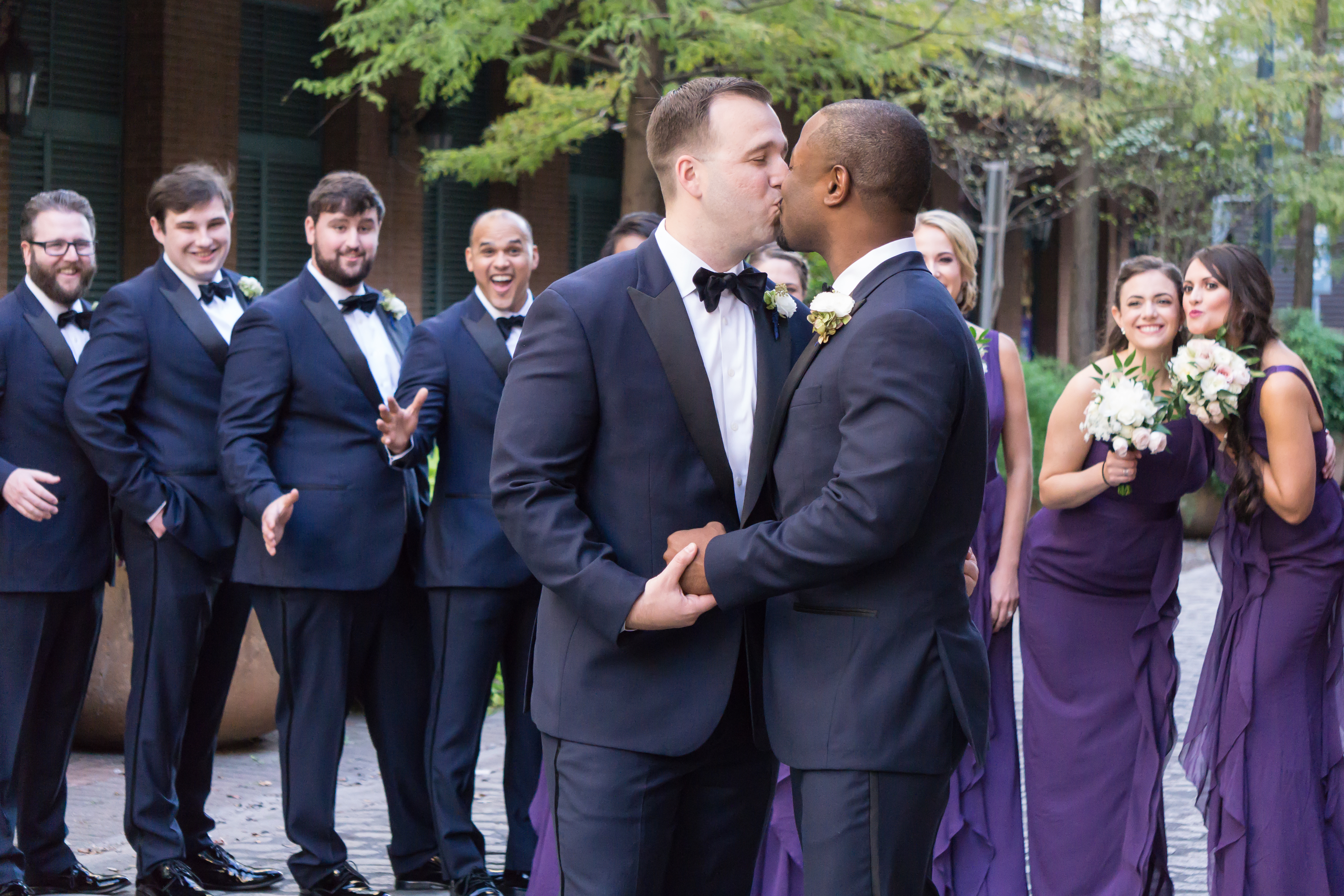

미국은 2003년 매사추세츠 주를 시작으로 입법과 판결, 주민투표 등을 통해 각 주에서 점차적으로 동성결혼을 허용하기 시작한 후, 2015년 6월 26일 미국 연방 대법원에서 동성결혼은 헌법에서 보장받는 권리라고 판결내리며 미국 전역에서 시행되고 있는 제도이다

## 역사
미국에서는 2003년 매사추세츠 주법원이 동성 결혼을 허용하는 판결을 내리면서 처음으로 동성결혼 제도가 도입되었다. 이후 주 법원의 판결과 입법부의 입법 등으로 17개 주와 워싱턴 D.C.에서 동성결혼이 합법화되었다. 그 중 미네소타의 경우 2012년 결혼을 남녀 간에만 한정 짓기 위한 주 헌법 개정 주민 투표가 부결된 이후 주 의회에서 동성 결혼 제도를 도입하였고, 워싱턴주와 메릴랜드, 메인주에서는 미국 최초로 주민 투표를 통해 동성 결혼이 허용되었다.
2013년 6월 미국 대법원은 결혼을 남녀 간으로 한정한 《결혼보호법》(DOMA)에 부분 위헌 판결을 내렸고, 그 후 연방 법원에서 각 주의 동성 결혼 금지법에 위헌 결정을 내리며 총 19개 주에서 동성간에도 결혼 증명서를 발급 받을 수 있게 되었다. 또한 대법원의 판결로 인해 미국 연방 정부는 동성 결혼이 합법화된 주에서 결혼한 동성 부부를 어느 지역에서나 인정하게 되어 국방과 세금, 보험, 이민 등에서 이성 부부와 동일한 혜택을 누릴 수 있게 하였다.
《결혼보호법》판결 이후 대법원은 각 주의 동성 결혼 금지법 위헌 소송에 판결을 유보하였으나, 2014년 10월 6일 제4순회 항소 법원과 제7순회 항소 법원, 제 0순회 항소 법원에서 올라온 상고에 최종 각하 결정을 내리면서, 5개 주에서 즉시 동성 결혼 금지법이 위헌이라는 2심의 판결이 확정되었다. 그 다음 날인 2014년 10월 7일 제9순회 항소 법원이 동성 결혼 금지법에 위헌 결정을 내리면서 2015년 1월 당시에는 미국의 총 38개 주에서 동성 결혼이 합법화되었다.
2014년 11월 제6순회 항소 법원은 미시간주 등 4개 주에서 항소된 동성결혼 금지법 심리에서 1심을 뒤집고 합헌 판결을 내렸다. 이는 《결혼보호법》위헌 판결 이후 순회 항소 법원에서 동성결혼 금지법이 합헌 판결을 받은 첫 번째 사례이다. 이에 따라 미국 연방 대법원은 원고의 상고를 받아들여 2015년 4월에 공판을 열었다. 2015년 6월 26일 미국 연방 대법원은 제6순회 항소 법원에서 상고된 오버거펠 대 호지스 사건에서 동성결혼 금지법 심리에 5대 4의 결정으로 동성결혼을 금지하는 주법은 위헌이며, 동성 결혼이 가능한 주에서 공증된 동성결혼은 다른 모든 주에서도 인정해야 한다고 판결내려, 미국 전역에서 동성결혼이 가능하게 되었다.

### 대법원 판결 전까지의 각 주별 동성결혼 허용 상황
|         | 주                  | 인구                                 | 입법 혹은 판결 일                    | 효력 시작 일                         | 방식                                                     |                                      |
| ------- | ------------------- | ------------------------------------ | ------------------------------------ | ------------------------------------ | -------------------------------------------------------- | ------------------------------------ |
| 1.      | 매사추세츠 주       | 6,692,824                            | 2003년 11월 18일                     | 2004년 5월 17일                      | 주 법원 판결                                             |                                      |
| 2.      | 캘리포니아 주       | 38,332,521                           | 2008년 5월 15일                      | 2008년 6월 16일                      | 주 법원 판결 → 주민 투표 → 연방 법원 판결 → 주 의회 입법 |                                      |
| 2.      | 캘리포니아 주       | 38,332,521                           | 2010년 8월 4일                       | 2013년 6월 28일                      | 주 법원 판결 → 주민 투표 → 연방 법원 판결 → 주 의회 입법 |                                      |
| 3.      | 코네티컷 주         | 3,596,080                            | 2008년 10월 10일                     | 2008년 11월 12일                     | 주 법원 판결 → 주 의회 입법                              |                                      |
| 4.      | 아이오와 주         | 3,090,416                            | 2009년 4월 3일                       | 2009년 4월 27일                      | 주 법원 판결                                             |                                      |
| 5.      | 버몬트 주           | 626,630                              | 2009년 4월 7일                       | 2009년 9월 1일                       | 주 의회 입법                                             |                                      |
| 6.      | 뉴햄프셔 주         | 1,323,459                            | 2009년 6월 3일                       | 2010년 1월 1일                       | 주 의회 입법                                             |                                      |
| -       | 워싱턴 D.C.         | 646,449                              | 2009년 12월 18일                     | 2010년 3월 9일                       | 지방 의회 입법                                           |                                      |
| 7.      | 뉴욕 주             | 19,651,127                           | 2011년 6월 24일                      | 2011년 7월 24일                      | 주 의회 입법                                             |                                      |
| 8.      | 워싱턴 주           | 6,971,406                            | 2012년 11월 6일                      | 2012년 12월 6일                      | 주 의회 입법 → 주민 투표                                 |                                      |
| 9.      | 메인 주             | 1,328,302                            | 2012년 11월 6일                      | 2012년 12월 29일                     | 주민 투표                                                |                                      |
| 10.     | 메릴랜드 주         | 5,928,814                            | 2012년 11월 6일                      | 2013년 1월 1일                       | 주 의회 입법 → 주민 투표                                 |                                      |
| 11.     | 로드아일랜드 주     | 1,051,511                            | 2013년 5월 2일                       | 2013년 8월 1일                       | 주 의회 입법                                             |                                      |
| 12.     | 델라웨어 주         | 925,749                              | 2013년 5월 7일                       | 2013년 7월 1일                       | 주 의회 입법                                             |                                      |
| 13.     | 미네소타 주         | 5,420,380                            | 2013년 5월 14일                      | 2013년 8월 1일                       | 주 의회 입법                                             |                                      |
| 14.     | 뉴저지 주           | 8,899,339                            | 2013년 9월 27일                      | 2013년 10월 21일                     | 주 법원 판결                                             |                                      |
| 15.     | 하와이 주           | 1,404,054                            | 2013년 11월 13일                     | 2013년 12월 2일                      | 주 의회 입법                                             |                                      |
| 16.     | 일리노이 주         | 12,882,135                           | 2013년 11월 20일                     | 2014년 6월 1일                       | 주 의회 입법                                             |                                      |
| 17.     | 뉴멕시코 주         | 2,085,287                            | 2013년 12월 19일                     | 2013년 12월 19일                     | 주 법원 판결                                             |                                      |
| 18.     | 유타 주             | 2,900,872                            | 2013년 12월 20일                     | 2014년 1월 6일                       | 연방 법원 판결                                           |                                      |
| 18.     | 유타 주             | 2,900,872                            | 2014년 10월 6일                      | 2014년 10월 6일                      | 연방 법원 판결                                           |                                      |
| 19.     | 오클라호마 주       | 3,814,820                            | 2014년 1월 14일                      | 2014년 10월 6일                      | 연방 법원 판결                                           |                                      |
| 20.     | 오리건 주           | 3,930,065                            | 2014년 5월 19일                      | 2014년 5월 19일                      | 연방 법원 판결                                           |                                      |
| 21.     | 펜실베이니아 주     | 12,773,801                           | 2014년 5월 20일                      | 2014년 5월 20일                      | 연방 법원 판결                                           |                                      |
| 22.     | 위스콘신 주         | 5,742,713                            | 2014년 6월 6일                       | 2014년 6월 13일                      | 연방 법원 판결                                           |                                      |
| 22.     | 위스콘신 주         | 5,742,713                            | 2014년 10월 6일                      | 2014년 10월 6일                      | 연방 법원 판결                                           |                                      |
| 23.     | 인디애나 주         | 6,570,902                            | 2014년 6월 25일                      | 2014년 6월 27일                      | 연방 법원 판결                                           |                                      |
| 23.     | 인디애나 주         | 6,570,902                            | 2014년 10월 6일                      | 2014년 10월 6일                      | 연방 법원 판결                                           |                                      |
| 24.     | 콜로라도 주         | 5,268,367                            | 2014년 7월 9일                       | 2014년 10월 7일                      | 주 법원 판결                                             |                                      |
| 25.     | 버지니아 주         | 8,260,405                            | 2014년 7월 28일                      | 2014년 8월 20일                      | 연방 법원 판결                                           |                                      |
| 25.     | 버지니아 주         | 8,260,405                            | 2014년 10월 6일                      | 2014년 10월 6일                      | 연방 법원 판결                                           |                                      |
| 26.     | 네바다 주           | 2,790,136                            | 2014년 10월 7일                      | 2014년 10월 7일                      | 연방 법원 판결                                           |                                      |
| 27.     | 아이다호 주         | 1,595,728                            | 2014년 10월 7일                      | 2014년 10월 15일                     | 연방 법원 판결                                           |                                      |
| 28.     | 웨스트버지니아 주   | 1,854,304                            | 2014년 10월 9일                      | 2014년 10월 9일                      | 연방 법원 판결                                           |                                      |
| 29.     | 노스캐롤라이나 주   | 9,848,060                            | 2014년 10월 10일                     | 2014년 10월 10일                     | 연방 법원 판결                                           |                                      |
| 30.     | 알래스카 주         | 735,132                              | 2014년 10월 12일                     | 2014년 10월 12일                     | 연방 법원 판결                                           |                                      |
| 31.     | 애리조나 주         | 6,626,624                            | 2014년 10월 16일                     | 2014년 10월 16일                     | 연방 법원 판결                                           |                                      |
| 32.     | 와이오밍 주         | 582,658                              | 2014년 10월 16일                     | 2014년 10월 21일                     | 연방 법원 판결                                           |                                      |
| 33.     | 미주리 주           | 6,063,589                            | 2014년 11월 5일                      | 2014년 11월 5일                      | 주 법원 판결                                             |                                      |
| 34.     | 캔자스 주           | 2,893,957                            | 2014년 11월 4일                      | 2014년 11월 12일                     | 연방 법원 판결                                           |                                      |
| 35.     | 사우스캐롤라이나 주 | 4,826,821                            | 2014년 11월 12일                     | 2014년 11월 20일                     | 연방 법원 판결                                           |                                      |
| 36.     | 몬태나 주           | 1,015,165                            | 2014년 11월 19일                     | 2014년 11월 19일                     | 연방 법원 판결                                           |                                      |
| 37.     | 플로리다 주         | 19,893,297                           | 2014년 8월 21일                      | 2015년 1월 6일                       | 연방 법원 판결                                           |                                      |
| 38.     | 앨라배마 주         | 4,849,377                            | 2015년 1월 22일                      | 2015년 2월 9일                       | 연방 법원 판결                                           |                                      |
| 총 합계 | 총 합계             | 235,251,622 (미국 전체 인구의 74.4%) | 235,251,622 (미국 전체 인구의 74.4%) | 235,251,622 (미국 전체 인구의 74.4%) | 235,251,622 (미국 전체 인구의 74.4%)                     | 235,251,622 (미국 전체 인구의 74.4%) |

## 여론
워싱턴 포스트와 ABC 뉴스에서 2014년 2-3월에 실시한 여론조사에 따르면 미국인 중 59%가 동성 결혼에 지지를, 34%가 반대의 의견을 내었다.
전 미국 대통령인 버락 오바마와 민주당, 자유주의적 개신교계, 노조 등은 동성 결혼을 허용하자는 입장이지만, 보수적 복음주의 개신교계와 가톨릭, 정교회, 무슬림 등에서는 동성 결혼 시행에 대해 강하게 반대하고 있다.

## 같이 보기
- 미국의 성소수자 권리